# 佐野千晃
佐野 千晃（さの ちあき、1992年〈平成4年〉8月10日 - ）は、日本のマラソンランナーモデル、元グラビアアイドル。
グラビアアイドル時代は佐野 千晃の名前で活動し、1年間の休業ののち2017年2月3日よりmoana（もあな）として活動を再開する。2018年2月6日より、佐野 千晃に再改名。
埼玉県出身。

## 経歴
事務所の立ち上げ時にエイベックスから移籍という形でベイビープロダクションに所属していた2014年、週刊プレイボーイでグラビアデビュー。2015年3月15日、亜細亜大学経済学部経済学科を卒業。
中学・高校時代は陸上競技部に所属し、長距離選手であったが、ブランクののち2015年11月、つくばマラソンに挑戦し、3時間40分53秒で完走。マラソン初挑戦にしては速かったこと、今まで得られなかった充実感を感じたことから本格的に取り組むため事務所を離れ、ボディワークスタジオである「THE CONDITIONING ROOM」専属ランナーに転向。モデル業と並行してランニングの普及活動を行う。ベストタイムは東京マラソン2019に出場し、3時間14分24秒。
現在は芸能人最速女子を目指し中。2020年2月17日に自身のYouTubeチャンネルを開設。2021年12月31日の同チャンネル内で、高校時代の同級生である一般男性と10月31日に入籍したことを明かした。

## 人物
- 4人兄妹の3番目（姉、兄、千晃、妹）[8]。
- 学生時代の陸上経験から日に焼けやすく、よくネパール人に間違えられる[9]。なお両親ともに日本人である[10]。
- 好きな食べ物は唐揚げ[11]。
- 好きな色は赤[動画 2]。

## 出演作品

### 雑誌
- 週刊プレイボーイ（2014年9月8日号、集英社）
- 週刊ヤングマガジン（2015年1月30日号、講談社）
- 週刊ヤングチャンピオン（2014年12月、秋田書店）
- ヤングキング（2015年1月、少年画報社）
- カスタムCAR 表紙（2015年3月、光文社）
- 週刊プレイボーイ(2015年8月31日号、集英社)

### TV
- BS11「乙女の天然水」
- テレビ東京「紺野、今から踊るってよ」（2015年9月30日放送）[12]
- 千葉テレビ、TOKYO MX 真夜中のおバカ騒ぎ!
- NHK BS1「ランスマ倶楽部」

## DVD
- ちゃーちん（2014年12月24日、イーネットフロンティア）
- チアフル（2015年3月20日、竹書房）
- Chiaki（2015年11月25日、エアーコントロール）

### 動画
1. 1 2  YouTubeを始めてみました!【佐野千晃】 - YouTube（2020年2月17日）2022年1月6日閲覧。
2. 1 2  【マラソンモデル】質問コーナー!第一弾【佐野千晃】 - YouTube（2020年5月29日）2022年1月6日閲覧。
3. ↑  【ご報告】今年最後に今年最大の報告!! - YouTube（2021年12月31日）2022年1月6日閲覧。